# Marco La Via
 (décembre 2018).
Marco La Via, né le 17 décembre 1990 à Santa Barbara, est un réalisateur franco-américain.
Son premier long métrage Nous les coyotes, co-réalisé avec Hanna Ladoul, est présenté en 2018, lors du 71e Festival de Cannes, dans la programmation de l'ACID.

## Biographie
En 2012, il co-réalise le documentaire politique Le Populisme au féminin avec Hanna Ladoul et Matthieu Cabanes. Ce documentaire est diffusé sur La Chaîne parlementaire et TV5 Monde.
En 2016, son court métrage Diane from the Moon remporte un prix du public au Festival du film lesbien et gay de Seattle (en).
Après avoir déménagé aux États-Unis, Marco La Via réalise, avec Hanna Ladoul, un premier long métrage de fiction intitulé Nous les coyotes. Le film sort au cinéma, en France, le 12 décembre 2018.

## Filmographie
- 2012 : Le Populisme au féminin (documentaire, 55 min)
- 2013 : Kurt (court métrage)
- 2016 : Diane from the Moon (court métrage, 11 min)
- 2018 : Nous les coyotes (en anglais : We the Coyotes)
- 2024 : Au fil des saisons